# 日本銀行金融ネットワークシステム
日本銀行金融ネットワークシステム（にっぽんぎんこうきんゆうネットワークシステム、通称日銀ネット）は、日本銀行が運営している金融機関間の資金・証券の決済をオンライン処理するネットワークシステムである。

## 概要
日銀ネットは、1988年（昭和63年）10月に稼働した。その後は、1994年（平成6年）には国債決済の同時決済（DVP）化、1996年（平成8年）にはバックアップセンターの設置、2001年（平成13年）には日銀当座預金決済および国債決済の即時グロス決済（RTGS）化、2009年（平成21年）には流動性節約機能の導入および民間大口資金取引の日銀当座預金によるRTGS化が実施されてきた。
2010年度より「新日銀ネット」の開発が始まっており、第1段階は2014年（平成26年）1月に、第2段階は2015年（平成27年）10月に稼働を開始。その後も2016年（平成28年）には稼働時間の拡大が行われている。

## 機能
資金決済システム「日銀ネット当預系」と国債決済システム「日銀ネット国債系」の2つの機能で構成されている。
- 日銀ネット当預系

日本銀行当座預金の資金決済、全国銀行内国為替、手形交換、外国為替円決済
- 日銀ネット国債系

国債振替決済、国債資金同時受渡（国債DVP）、国債発行時の入札・発行・払込